# Museo delle dogane svizzero
Il museo delle dogane svizzero è un museo storico-etnografico svizzero con sede a Gandria, frazione del comune di Lugano.

Fondato nel 1949, racconta la storia dei confini della Svizzera e raccoglie oggetti utilizzati da contrabbandieri e del personale doganale dell'Ufficio federale della dogana e della sicurezza dei confini UDSC.

## Storia
L'edificio nel quale attualmente ha sede il museo venne costruito all'inizio del XX secolo sulla sponda meridionale del Lago di Lugano, di fronte all'abitato di Gandria e a pochi metri dal confine con l'Italia (comuni comaschi di Valsolda e Alta Valle Intelvi). La struttura venne edificata per affiancare un preesistente posto di guarda attivo dal 1853.
L'idea di raccogliere ed esporre gli oggetti in uso ai doganieri venne nel 1935 all'ufficiale ticinese Angelo Gianola. La prima raccolta comprendeva principalmente reperti e testimonianze del lavoro in caserma, quali campioni di merci sequestrate e manufatti creati dai contrabbandieri per trafficare le merci illegalmente tra Italia e Svizzera.
Questa raccolta divenne ufficialmente un museo nel 1949, conosciuto impropriamente come Museo dei contrabbandieri. Venne rimodernato negli anni '70 da parte dell'Amministrazione federale delle dogane (AFD) e dal Museo nazionale svizzero (MNS), che lo riaprirono nel 1978. La raccolta si ampliò nel corso degli anni, e con lo spostamento delle attività dei doganieri, l'edificio venne dedicato interamente alle attività museali a partire dal 1993.

## Descrizione
L'edificio è strutturato su tre piani, oltre ad un piccolo attracco per mezzi di navigazione lacustre. Il museo è raggiungibile solamente via acqua tramite un battello da Lugano (fermate Giardino, Centrale o Paradiso) che dopo 25 minuti raggiunge direttamente il museo (fermata Museo doganale) o a Cantine di Gandria, per poi proseguire a piedi. L'ingresso è gratuito. Il museo si compone di una parte di mostra permanente, alla quale si affiancano numerose mostre temporanee dedicate a diversi argomenti collegati al confine svizzero. Le attività museali e la visita sono sospese durante la stagione invernale.
Una sezione della mostra permanente è dedicata alla storia dei quasi 40 000 profughi, dei quali 4 500 ebrei, che raggiunsero il confine per sfuggire dalle leggi razziali fasciste e cercare la salvezza nel corso della Seconda guerra mondiale. Un'altra sala è dedicata al contrabbando, attività che riguardava soprattutto tabacco e sigarette, ma anche oggetti di lusso ricavati da animali protetti e in via di estinzione. Nel giardino che porta all'ingresso del museo sono posti dei cippi confinari in pietra in rappresentanza di tutti i confini esterni della Confederazione, non solo quelli fra Ticino e Lombardia.
All'ingresso dell'edificio è posta una lapide in ricordo di Mario Vaccani, capo del Posto di confine, scomparso nel giugno del 1930 a 36 anni nelle acque del lago durante un turno di lavoro notturno.